# Neonikotinoid
Neonikotinoídi (včasih skrajšano neóniki) so razred nevroaktivnih insekticidov, po kemizmu podobnih nikotinu. Začela sta jih razvijati Shell v 1980-ih in Bayer v 1990-ih. Družina neonikotinoidov zajema acetamiprid, klotianidin, imidakloprid, nitenpiram, nitiazin, tiakloprid in tiametoksam. Imidakloprid je najpogosteje uporabljan insekticid na svetu. V primerjavi z organofosfatnimi in karbamatnimi insekticidi so neonikotinoidi manj strupeni za ptice in sesalce kot za žuželke. Nekateri njihovi razgradni produkti so prav tako strupeni za žuželke.
V poznih 1990-ih so neonikotinoidi prišli pod drobnogled zaradi svojega vpliva na okolje. Rabo neonikotinoidov v različnih študijah povezujejo z negativnimi ekološkimi učinki, vključno z motnjo propadanja čebeljih družin (MPČD) medonosnih čebel in izumiranjem ptic zaradi zmanjšanja populacij insektov; vendar pa so izsledki deljeni. V letu 2013 so Evropska unija in nekaj ne-EU držav omejile uporabo določenih neonikotinoidov.

## Zgodovina
Predhodnik nitiazina je prvič sintetiziral Henry Feuer, kemik na Univerzi v Purdueju, leta 1970; Raziskovalci Shella so z rešetanjem odkrili potencial tega predhodnika in ga rafinirali za razvoj nitiazina. Leta 1984 je bil odkrit mehanizem delovanja nitiazina, in sicer kot postsinaptični agonist acetilholinskih receptorjev, enako kot nikotin. Nitiazin ne deluje kot inhibitor acetilholinesteraze v nasprotju z organofosfatnimi in karbamatnimi insekticidi. Medtem ko ima nitiazin želeno selektivno toksičnost (tj. majhna toksičnosta za sesalce), ni fotostabilen, to pomeni, da ob stiku s sončno svetlobo razpada, zato ni komercialno uporaben.
Leta 1985 je Bayer kot prvi komercialni neonikotinoid patentiral imidakloprid.
V poznih 1990-ih letih je zlasti imidakloprid postal široko rabljen. Na začetku 2000-ih sta na trg stopila še dva neonikotinoida – klotianidin in tiametoksam. Od leta 2013 je skoraj vsa koruza, zasajena v ZDA, bila obdelana z enim od teh dveh insekticidov in različnimi fungicidi. Od leta 2014 je bila približno tretjina ameriških nasadov soje zasajena s semeni, obdelanimi z neonikotinoidi, najpogosteje z imidaklopridom ali tiametoksamom.

## Trg
Neonikotinoidi so registrirani v več kot 120 državah. Z globalnim prodajnim prihodkom v višini 1,5 mrd. € v letu 2008 so predstavljali 24 % svetovnega trga insekticidov. Po uvedbi prvega neonikotinoida v letih 1990 se je ta trg povečal s 155 mio. € (1990) na 957 mio. € (2008). Neonikotinoidi so leta 2008 predstavljali 80 % prodaje obdelanih semen.
Od leta 2011 je na trgu sedem neonikotinoidov različnih proizvajalcev.
| Ime          | Podjetje                            | Izdelki                            | Promet v 2009 [mio. USD] |
| ------------ | ----------------------------------- | ---------------------------------- | ------------------------ |
| Imidakloprid | Bayer CropScience                   | Confidor, Admire, Gaucho, Advocate | 1,091                    |
| Tiametoksam  | Syngenta                            | Actara, Platinum, Cruiser          | 627                      |
| Klotianidin  | Sumitomo Chemical/Bayer CropScience | Poncho, Dantosu, Dantop, Belay     | 439                      |
| Acetamiprid  | Nippon Soda                         | Mospilan, Assail, ChipcoTristar    | 276                      |
| Tiakloprid   | Bayer CropScience                   | Calypso                            | 112                      |
| Dinotefuran  | Mitsui Chemicals                    | Starkle, Safari, Venom             | 79                       |
| Nitenpiram   | Sumitomo Chemical                   | Capstar, Guardian                  | 8                        |